# Čou Po
Čou Po (čínsky pchin-jinem Zhōu Bó, znaky 周勃, † 169 př. n. l.) byl čínský politik počátků říše Chan. Na straně Liou Panga, zakladatele říše Chan, se účastnil povstání proti říši Čchin a následné války mezi Siang Jüem a Liou Pangem. Po vzniku říše Chan byl generálem chanské armády, později stanul v čele chanských armád, resp. administrativy jako nejvyšší velitel tchaj-wej, resp. nejvyšší rádce čcheng-siang.

## Život
Čou Po pocházel z okresu Pchej (moderní okres Feng v městské prefektuře Sü-čou na severu provincie Ťiang-su), živil se pletením rákosových rohoží a přivydělával si hraním na flétnu na pohřbech. Patřil k okruhu známých starosty jedné z pchejských obcí, později psance a vůdce banditů Liou Panga.
Roku 209 př. n. l. vypuklo povstání Čchen Šenga proti říši Čchin, nedlouho předtím sjednotivší Čínu. Vzbouřil se i okres Pcheng, kde se s podporou Siao Chea a Cchao Šena Liou Pang postavil do čela rebelů a se svými přáteli vytáhl do boje proti Čchinům jako jeden z generálů povstaleckého státu Čchu. Čou Po působil jako důstojník, později generál jeho armády v bojích s Čchiny a od roku 206 př. n. l. se Siang Jüem. V bojích vynikl jako muž činu, nemilující dlouhé řeči.
Roku 202 př. n. l. Liou Pang zvítězil nad Siang Jüem, sjednotil Čínu do říše Chan a prohlásil se císařem. Čou Po v lednu roku 201 př. n. l. obdržel titul markýze z Ťiangu (絳侯) s 8 100 poddanými domácnostmi. Jako generál chanské armády se podílel na potlačení vzpurných králů Chan Sina, Jing Pua a Pcheng Jüea. Roku 196 byl nakrátko jmenován nejvyšším velitelem (tchaj-wej) chanské armády. Za vlády císařovny Lü, roku 184 př. n. l., se nejvyšším velitelem stal znova.
Po smrti císařovny roku 180 př. n. l. společně s nejvyšším rádcem Čchen Pchingem zorganizoval státní převrat proti rodu Lü spojený s dosazením nového císaře – Liou Pangova syna Wen-tiho. Roku 179 povýšil na nejvyššího rádce zprava a o rok později, po smrti Čchen Pchinga, zůstal jediným nejvyšším rádcem. Řízení veškeré administrativy mu sice dávalo značnou moc, ale jako muž činu cítil svou nevhodnost pro úřadování, roku 177 proto požádal o uvolnění, a císař mu vyhověl.
Na odpočinku podezíral císaře Wen-tiho, že ho chce zabít, proto stále nosil zbroj. Kvůli tomu byl podezírán ze spiknutí a zatčen, záhy se však dostal na svobodu (poté, co si jeho syn vzal císařovu dceru). Zemřel o několik let později, roku 169 př. n. l. V uznání zásluh za říši Chan obdržel posmrtné jméno markýz Wu z Ťiang (絳武侯, doslova „markýz Válečník z Ťiang“).